# Ньютон
Нью́то́н (позначається: Н або N) — похідна одиниця вимірювання сили в системі SI, названа за ім'ям фізика Ньютона.

## Загальний опис
Ньютон визначається як сила, яка надає тілу з масою 1 кг прискорення 1 м/с² у напрямі дії сили. Інше трактування — сила, яка діє на тіло масою 1 кг протягом 1 с та змінює його швидкість на 1 м/с:
1 Н = 1 кг۰м/c2.
1 Н = 105 дин.
Формула для розрахунку сили в Ньютонах:
{\displaystyle {\vec {F}}=m{\vec {a}}};
де: {\displaystyle {\vec {F}}} — сила в Ньютонах;
{\displaystyle m} — маса в кілограмах;
{\displaystyle {\vec {a}}} — прискорення в м/c².
Отже, на тіло масою 1 кг, що знаходиться у вільному падінні ({\displaystyle a\approx 9{,}8} м/с²), діє сила {\displaystyle F=1\times 9{,}8=9{,}8} ньютона. Якщо на 1 кг діє сила 9,8 ньютона, тоді 1 ньютон в 9,8 раза менший кілограма і рівний 0,102 кг неврівноваженої сили.
Щоб «відчути» силу в один ньютон, потрібно підняти масу рівну 102 грамам, щоб вона опинилась на висоті 1 метра рівно за 1,41 секунди та траєкторія цього руху — промінь перпендикулярний землі. При цьому ключовим є час, коли тіло опиниться на даній висоті (1,41 с). Навіть якщо ми прикладемо значну силу, на початку руху ({\displaystyle {\vec {a}}} наближається до нескінченності), для досягнення умови висоти 1 метра на 1,41 с, повинен існувати тривалий проміжок часу коли {\displaystyle {\vec {a}}} дорівнюватиме нулю, або набуватиме мінусового значення (або змінювати свій напрямок), що впливатиме на кінцевий середній результат сили — 1 ньютон в заданій траєкторії.

## Кратні та частинні одиниці
Десяткові кратні та частинні одиниці утворюють за допомогою стандартних префіксів SI.
| Кратні                         | Кратні      | Кратні     | Кратні     | Частинні | Частинні    | Частинні   | Частинні   |
| Величина                       | Назва       | Позначення | Позначення | Величина | Назва       | Позначення | Позначення |
| ------------------------------ | ----------- | ---------- | ---------- | -------- | ----------- | ---------- | ---------- |
| 101 Н                          | деканьютон  | даН        | daN        | 10−1 Н   | дециньютон  | дН         | dN         |
| 102 Н                          | гектоньютон | гН         | hN         | 10−2 Н   | сантиньютон | сН         | cN         |
| 103 Н                          | кілоньютон  | кН         | kN         | 10−3 Н   | міліньютон  | мН         | mN         |
| 106 Н                          | меганьютон  | МН         | MN         | 10−6 Н   | мікроньютон | мкН        | µN         |
| 109 Н                          | гіганьютон  | ГН         | GN         | 10−9 Н   | наноньютон  | нН         | nN         |
| 1012 Н                         | тераньютон  | ТН         | TN         | 10−12 Н  | піконьютон  | пН         | pN         |
| 1015 Н                         | петаньютон  | ПН         | PN         | 10−15 Н  | фемтоньютон | фН         | fN         |
| 1018 Н                         | ексаньютон  | ЕН         | EN         | 10−18 Н  | атоньютон   | аН         | aN         |
| 1021 Н                         | зетаньютон  | ЗН         | ZN         | 10−21 Н  | зептоньютон | зН         | zN         |
| 1024 Н                         | йотаньютон  | ЙН         | YN         | 10−24 Н  | йоктоньютон | йН         | yN         |
| застосовувати не рекомендовано |             |            |            |          |             |            |            |

## Приклади
- Земля притягає яблуко масою 102 г з силою 1 Н (з такою ж силою нерухоме яблуко, що лежить на землі, тисне на землю).
- На поверхні Землі тіло масою 1 кг тисне на опору з силою приблизно 9,8 Н, отже, 1 кг приблизно відповідає 10 Н. Таке округлення використовується звичайно і в інженерних розрахунках, що не вимагають особливої точності.
- Сила земного тяжіння для людини масою 70 кг становить 686 Н.
- Машина стукнула камінь вагою 2 кг, за 0,1 секунди його швидкість зросла лінійно до 5 м/с. Отже, на камінь діяла сила у {\textstyle 2\times {\frac {5}{0{,}1}}=100} Н.